# Rio Paraitinga (vattendrag i Brasilien, lat -23,37, long -45,67)
Rio Paraitinga är ett vattendrag i Brasilien.   Det ligger i delstaten São Paulo, i den sydöstra delen av landet, 900 km söder om huvudstaden Brasília.
Omgivningarna runt Rio Paraitinga är huvudsakligen savann. Runt Rio Paraitinga är det ganska glesbefolkat, med 22 invånare per kvadratkilometer.